# Ceramica pestana

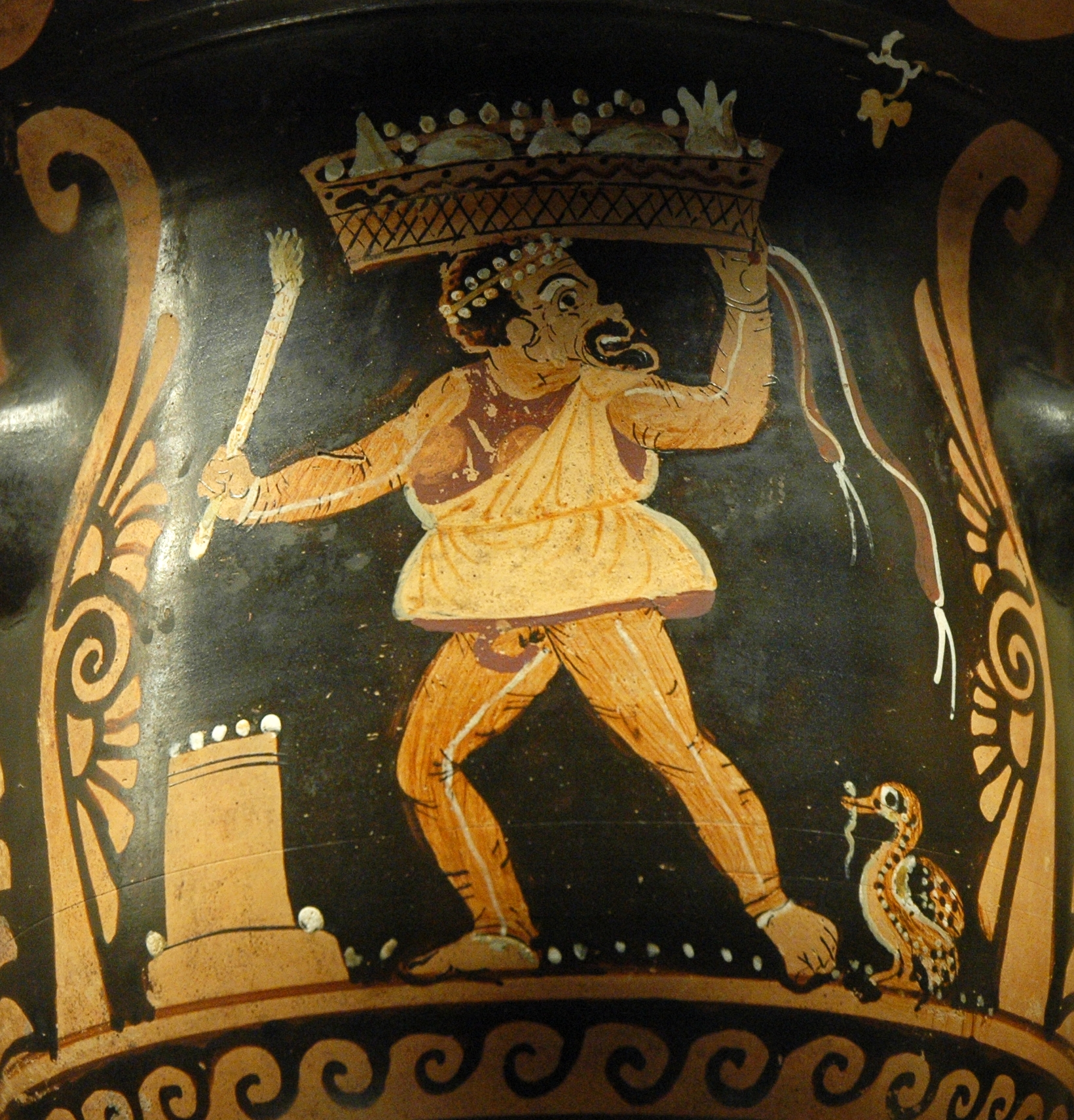
Python, cratere a campana a figure rosse, 360-350 a.C. circa. Parigi, Museo del Louvre K 244.

La ceramica pestana è la ceramica a figure rosse prodotta a Paestum dal 370 a.C. circa alla fine del IV secolo a.C. All'origine della ceramica pestana vi è l'opera degli artigiani sicelioti di seconda generazione dalla quale dovette svilupparsi, attraverso una serie di personalità intermedie tra le quali si ricorda il Pittore del Louvre Κ 240, l'officina entro la quale lavorano i fondatori della ceramica pestana propriamente detta, Assteas e Python, ancora influenzati dallo stile del Pittore di Dirce.
La scuola pestana è di piccole dimensioni se paragonata alle altre fabbriche di ceramica a figure rosse italiote, ed è particolarmente omogenea nello stile. Il prodotto tipico della ceramica pestana è il cratere a campana caratterizzato da pareti perpendicolari che danno a questa forma un aspetto cilindrico; frequenti sono anche la lekythos ariballica, l'anfora a collo distinto, l'hydria e il piatto da pesce. I soggetti più popolari sono mitologici, dionisiaci e fliacichi. Le scene sono costituite da due o tre figure su ciascun lato del vaso, quello posteriore frequentemente decorato con due figure maschili vestite di himation con bordo decorato da una tipica fascia continua o, in seguito, a puntini. I vasi più piccoli possono recare una singola figura o una testa femminile. La decorazione dei vasi pestani è semplice, non esiste uno stile definibile come ornato, anche se gli esemplari più elaborati sono riccamente colorati. Un elemento distintivo della ceramografia pestana è la palmetta verticale che incornicia le scene.
La produzione dell'ultimo periodo, compreso entro l'ultimo quarto del IV secolo a.C. è riunita all'interno di tre gruppi principali, quelli del Pittore di Napoli 1778, del Pittore di Napoli e 2585 ed il Gruppo apulizzante.